# Tsiskari

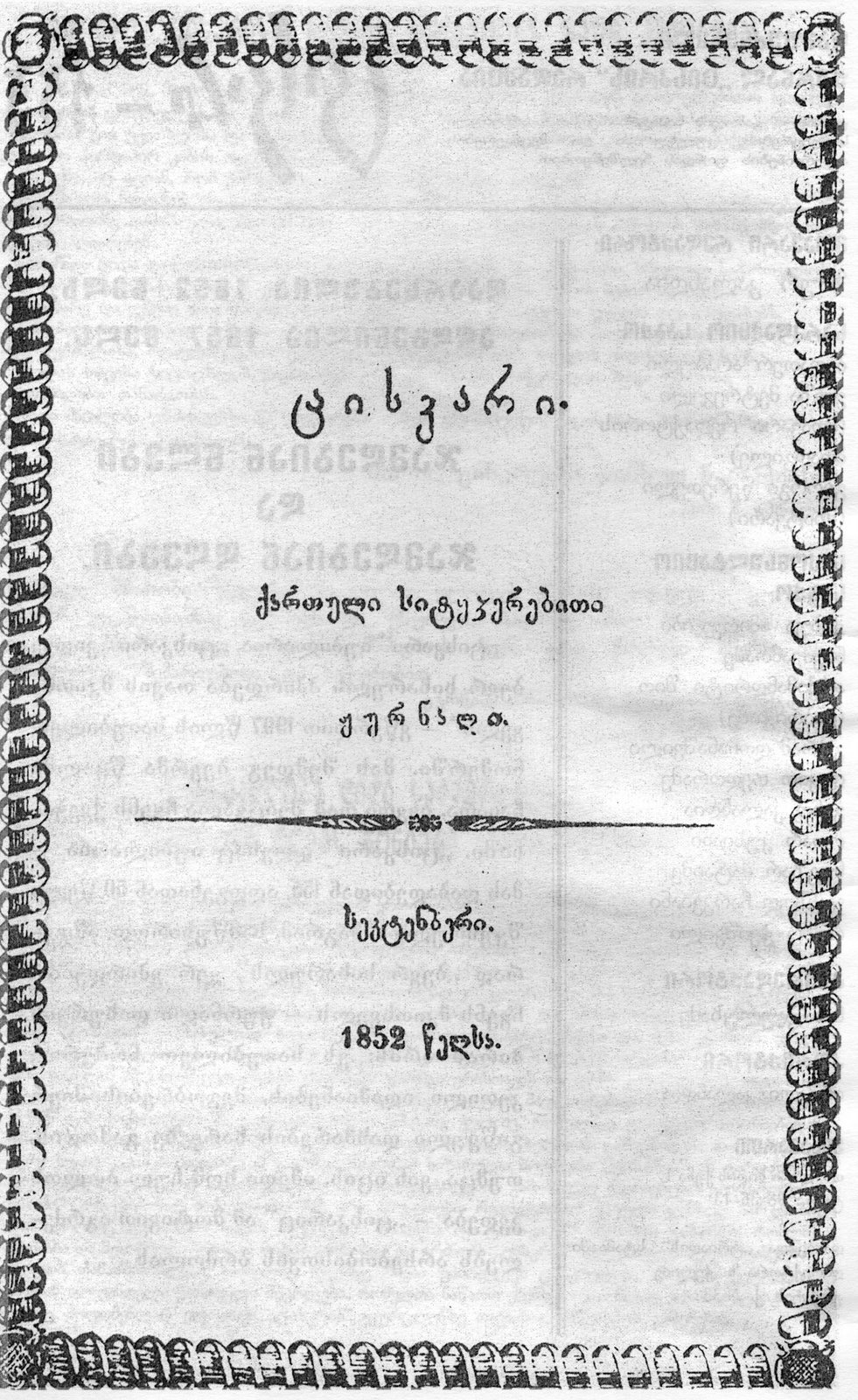
pierwsza strona pisma z 1852 roku

Tsiskari (gruz. ცისკარი) – pierwszy miesięcznik literacki w Gruzji, którego wydawanie rozpoczęto w 1852 roku. Publikował utwory pisarzy gruzińskich, które były znane tylko w rękopisach.

## Historia
W latach 1852-1853 pismo redagował gruziński dramaturg Giorgi Eristawi. Głównym celem wydawnictwa było zwiększenie świadomości narodowej w narodzie gruzińskim poprzez zapoznanie z literaturą, promowanie edukacji publicznej i umiejętności czytania. Pismo miało podtytuł  Gruzińskie słowo życia. Publikowano w nim utwory Sulchana Saba Orbelianiego, Dawita Guramiszwiliego, Besiki, Nikoloza Barataszwiliego i innych pisarzy. Były to często utwory dostępne w rękopisach i  znane tylko nielicznym. W jednym z pierwszych numerów został przedrukowany artykuł Konstantego Rdułtowskiego Szota Rustweli. Georgiański poeta. W tekście o autorze eposu znalazły się dwa krótkie fragmenty tekstu: początek utworu (od słów Ten, który stworzył ..) i fragment listu Nestan-Daredżan.
W 1857 roku Ivan Kereselidze wznowił wydawanie magazynu, który wychodził przez 19 lat. Pismo otrzymało podtytuł Gruziński magazyn literacki. 
Po II wojnie w 1957 roku Wachtang Chelidze wznowił wydawanie pisma pod tym tytułem.